# Баррера, Пабло
Па́бло Э́дсон Барре́ра Ако́ста (исп. Pablo Edson Barrera Acosta; 21 июня 1987, Тлальнепантла-де-Бас) — мексиканский футболист, игрок клуба «Керетаро». Выступал в сборной Мексики.

## Карьера

### Клубная
Пабло Баррера воспитанник клуба «УНАМ Пумас», в котором играл с 12-летнего возраста. В первой команде он дебютировал в Апертуре 19 ноября 2005 года против клуба «Тигрес», в котором «Пумас» проиграл 1:3. Свой первый мяч за взрослый клуб Баррера забил в ворота «Монаркаса» в 2007 году, вскоре после этого Баррера становится игроком основы «Пумаса», а затем футболист получает вызов из сборной Мексика, которую тренировал Уго Санчес. В июле 2008 года Баррера получил тяжелую травму правого колена, после которой ему назначили срок восстановления около шести месяцев. После восстановления, Баррера вернулся в строй и помог клубу выиграть Клаусуру чемпионата Мексики в 2009 году.
16 июля 2010 года Баррера перешёл в клуб «Вест Хэм Юнайтед», подписав контракт на 4 года; сумма трансфера составила 4 млн фунтов.

### Международная
В составе молодёжной сборной Мексики Баррера участвовал в Молодёжном Чемпионате Мира в Канаде, в котором забил 2 мяча — в ворота сборных Португалии и Конго.
17 октября 2007 года Баррера сыграл свой первый матч в составе национальной сборной Мексики против Гватемалы.

## Статистика
на 15 июля 2010
| Сезон   | Клуб             | Лига         | Чемпионат | Чемпионат | Кубок | Кубок | Контин | Контин |
| Сезон   | Клуб             | Лига         | Игры      | Голы      | Игры  | Голы  | Игры   | Голы   |
| ------- | ---------------- | ------------ | --------- | --------- | ----- | ----- | ------ | ------ |
| 2005    | УНАМ Пумас       | Апертура     | 0         | 0         | —     | —     | ?      | ?      |
| 2006    | УНАМ Пумас       | Клаусура     | 0         | 0         | —     | —     | ?      | ?      |
| 2006    | УНАМ Пумас       | Апертура     | 2         | 0         | —     | —     | ?      | ?      |
| 2007    | УНАМ Пумас       | Клаусура     | 3         | 0         | —     | —     | ?      | ?      |
| 2007    | УНАМ Пумас       | Апертура     | 21        | 4         | —     | —     | ?      | ?      |
| 2008    | УНАМ Пумас       | Клаусура     | 10        | 0         | —     | —     | ?      | ?      |
| 2008    | УНАМ Пумас       | Апертура     | 0         | 0         | —     | —     | ?      | ?      |
| 2009    | УНАМ Пумас       | Клаусура     | 20        | 3         | —     | —     | ?      | ?      |
| 2009    | УНАМ Пумас       | Апертура     | 15        | 5         | —     | —     | ?      | ?      |
| 2010    | УНАМ Пумас       | Бисентенарио | 13        | 6         | —     | —     | ?      | ?      |
| 2010/11 | Вест Хэм Юнайтед | АПЛ          | 0         | 0         | 0     | 0     | 0      | 0      |

## Достижения
- Чемпион Мексики: 2009 (Клаусура)
- Обладатель Золотого кубок КОНКАКАФ: 2009